# Oleica pstra
Oleica pstra (Meloe variegatus) – gatunek chrząszcza z rodziny oleicowatych. Zamieszkuje zachodnią część Palearktyki – od Półwyspu Iberyjskiego po Azję Środkową.

## Taksonomia
Gatunek ten opisany został po raz pierwszy w 1793 roku przez Edwarda Donovana. W 1911 roku Edmund Reitter umieścił go w podrodzaju Meloe (Lampromeloe), a w 1988 roku Siergiej Aksentjew wyznaczył M. variegatus jego gatunkiem typowym. Do Lampromeloe oprócz oleicy pstrej zalicza się jeszcze tylko jeden gatunek, Meloe cavensis. W 2021 roku Alberto Sánchez-Vialas i współpracownicy opublikowali jednak wyniki molekularnej analizy filogenetycznej Meloini, które potwierdziły monofiletyzm Lampromeloe oraz wskazały na jego pozycję siostrzaną względem Meloe s.str.. Richard Brent Selander w pracach z 1985 i 1991 roku, na podstawie badań morfologii stadiów larwalnych, proponował wyniesienie kilku podrodzajów Meloe, w tym Lampromeloe, do rangi odrębnych rodzajów. Taka klasyfikacja jednak nie przyjęła się. Podobną propozycję wysunęli jednak w 2021 roku Sánchez-Vialas i inni.
W obrębie omawianego gatunku wyróżnia się dwa podgatunki:
- Meloe variegatus mandzhuricus Pliginskij, 1930
- Meloe variegatus variegatus Donovan, 1793

## Morfologia
Chrząszcz o ciele długości od 11 do 42 mm. Barwa głowy i przedplecza jest czarna, złociście, a miejscami też zielono, purpurowo lub niebiesko opalizująca. Powierzchnia głowy i przedplecza jest bardzo gęsto i głęboko punktowana, niemal pomarszczona. Za oczami znajduje się na głowie podłużne i płytkie wklęśnięcie oraz para okrągławych wgłębień. Czułki są stosunkowo krótkie i mają człony kulistawe, te od piątego do siódmego nie są rozszerzone. Przedplecze jest szersze niż dłuższe i tak szerokie jak głowa, o spłaszczonym wierzchu i zaokrąglonych tylnych kątach. Wzdłuż jego tylnego brzegu brak jest listewki krawędziowej. Pokrywy są mocno skrócone, czarne ze złocistym, ciemnozielonym lub ciemnoniebieskim połyskiem. Powierzchnia pokryw jest dość grubo pomarszczona. Skrzydeł tylnej pary brak zupełnie. Odnóża ostatniej pary mają biodra tak szerokie jak długie, a golenie o ostrodze wierzchołkowej zewnętrznej dłuższej i grubszej od wewnętrznej. Odwłok jest duży, zwłaszcza u samic silnie rozdęty. Charakterystyczne jest zabarwienie jego tergitów z purpurową, złocistą, zieloną, a czasem niebieską opalizacją. Sternity często ubarwione są podobnie, a bywają też całkiem czerwonofioletowe.

## Ekologia i występowanie
Owad ten zasiedla stanowiska ciepłe od nizin po pogórza, bytując na skrajach lasów, polanach, przyleśnych łąkach, miedzach, pastwiskach i polach. Osobniki dorosłe są aktywne od kwietnia do czerwca. Są fitofagami i żerują na soczystych, zielonych częściach roślin, w tym jaskrów, mniszków, grochu i buraków. Jaja składają do gleby. Wylęgają się z nich larwy pierwszego stadium zwane trójpazurkowcami, które wchodzą na kwiaty i tam przyczepiają się do dzikich pszczół. Larwa w czasie przebywania na pszczole żeruje na jej hemolimfie jako pasożyt zewnętrzny, a następnie zostaje pasożytem gniazdowym, najpierw zjadając jajo gospodarza, a potem liniejąc do formy pędrakowatej, żerującej na pyłku i nektarze zgromadzonym przez pszczołę.
Gatunek palearktyczny. W Europie znany jest z Hiszpanii, Wielkiej Brytanii (z południowej Anglii), Francji, Belgii, Holandii, Niemiec, Szwajcarii, Austrii, Włoch, Danii, Szwecji, Litwy, Polski, Czech, Słowacji, Węgier, Białorusi, Ukrainy, Rumunii, Bułgarii, Słowenii, Chorwacji, Bośni i Hercegowiny, Czarnogóry, Serbii, Grecji oraz europejskiej części Rosji. W Afryce Północnej zamieszkuje Maroko, Algierię i Tunezję. W Azji stwierdzono jego występowanie w Gruzji, Azerbejdżanie, Armenii, na Cyprze, w Turcji, Jordanii, Libanie, na Syberii Zachodniej, w Kazachstanie, Turkmenistanie, Tadżykistanie, Kirgistanie, Iranie i Afganistanie.
W Polsce jest przypuszczalnie rozprzestrzeniony na terenie całego kraju, jednak spotykany jest rzadko i pojedynczo. Na „Czerwonej liście gatunków zagrożonych Republiki Czeskiej” umieszczony jest jako gatunek krytycznie zagrożony (CR).